# تیندارئوس

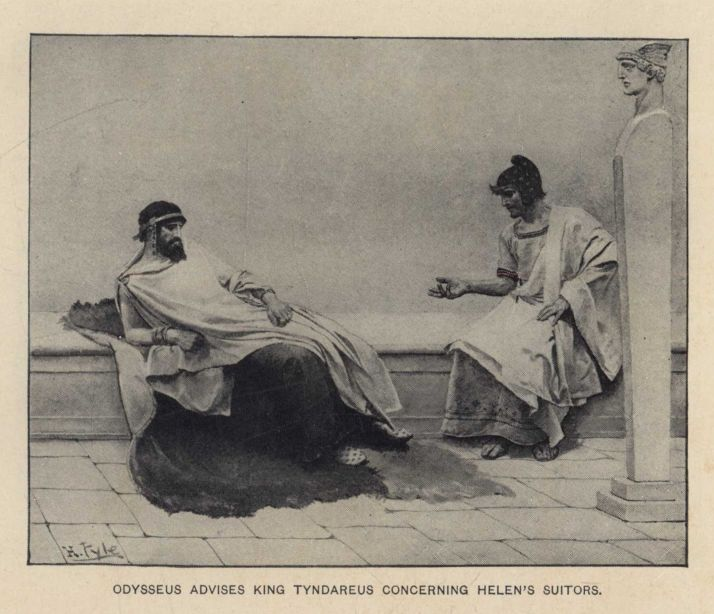
نقاشی از تیندارئوس

در اساطیر یونان، تیندارئوس یا تیندارئُس (به یونانی باستان Τυνδαρεύς یا Τυνδάρεως) پادشاه اسپارت و فرزند اوئبالوس (یا پری یرز) و گورگوفونه (یا باتئیا) بود. وی شوهر لدا ('Λήδα') و پدر هلن، کاستور و پولوکس، کلایتمنسترا، تیماندرا، فوئبه و فیلونوئه محسوب می‌شد.
تیندارئوس برادری به نام هیپوکون (Ἱπποκόων) داشت که قدرت و تاج و تخت تیندارئوس را تصاحب نمود و وی را تبعید نمود. هیپپوکون و فرزندانش از جمله لایکون توسط هراکلس به قتل رسیدند و تیندارئوس بر منصب پادشاهی خویش ابقاء شد. برادر دیگر تیندارئوس، ایکاریوس (Ἰκάριος) نام داشت، که پدر پنه لوپه (Πηνελόπη) گردید.
همسر تیندارئوس، یعنی لدا، توسط زئوس از راه بدر شد، وی خود او را به شکل یک قو تبدیل کرد. او دو تخم گذاشت، که هر دوی آن‌ها تولید بچه نمودند. بر طبق نسخه‌های معمول، از درون یک تخم، پولیدئوکس (پولوکس) و هلن به وجود آمدند که فرزندان زئوس بودند، و از تخم دیگر کاستور و کلایتمنسترا پدید آمدند که فرزندان تیندارئوس محسوب شدند.
وقتی تیستز، موکنای را تصرف کرد و کنترل آن را در دست گرفت، دو نفر از شاهزادگان تبعیدی، آگاممنون و منلائوس به اسپارتا آمدند و در آنجا به عنوان میهمان پذیرفته شدند و برای چندین سال در آنجا زندگی کردند.

## هلن و جنگ تروا
هلن زیباترین زن در جهان بود و هنگامی که زمان ازدواج او فرا رسید، بسیاری از پادشاهان و شاهزادگان یونانی درصدد تصاحب او بر آمدند یا با گسیل کردن سفیران خویش، از آن‌ها خواستند که این کار را از جانب آن‌ها به انجام برسانند. از جمله کسانی که مدعی دستیابی به هلن شدند، این افراد بودند: اودیسئوس، آژاکس بزرگ، دیومدس، آشیلز، پاتروکلوس، ایدومنئوس، و هر دو برادر: منلائوس و آگاممنون. همهٔ این خواستگاران به جز اودیسئوس، هدایای بسیار و گرانقیمتی با خود آوردند. مرد مورد علاقه هلن، به گفته برخی از منابع، منلائوس بود که نخست به عنوان یکی از خواستگاران پا پیش نگذاشت، اما بعد توسط برادر خود آگاممنون، که تصمیم به حمایت از برادر خویش گرفته بود، جلو فرستاده شد. آگاممنون [که خود نیز نخست خواستار هلن بود]، به جای هلن با خواهر او یعنی کلایته منسترا ازدواج کرد.
تیندارئوس نه هیچیک از هدایا را قبول کرد و نه هیچیک از خواستگاران را از ترس رنجش و تغیّر آنان و بروز نزاع بر سر اختلافات ارضی رد کرد. اودیسئوس به تیندارئوس وعده داد که برای حل مشکل به شیوه‌ای رضایت بخش چاره‌ای خواهد اندیشید، مشروط به این که تیندارئوس او را در ابراز عشق و تصاحب پنه لوپه، دختر ایکاریوس پشتیبانی کند. تیندارئوس به آسانی این توافق را پذیرفت و اودیسئوس پیشنهاد کرد که قبل از انجام تصمیم‌گیری دربارهٔ ازدواج هلن، تمامی خواستگاران باید سوگندی مستحکم و جدی بخورند که از شوهری که برای هلن انتخاب خواهد شد، در برابر هر فردی که قصد دعوا و درگیری با فرد منتخب را داشته باشد، دفاع کنند. این ترفند موفقیت‌آمیز بود و هلن و منلائوس با هم ازدواج کردند. در نهایت، تیندارئوس به نفع داماد خویش از سلطنت استعفا داد و منلائوس پادشاه اسپارت شد.
چند سال بعد، پاریس، که یک شاهزادهٔ اهل تروا بود، به اسپارت آمد تا با هلن ازدواج کند، چراکه بوسیلهٔ آفرودیت وعدهٔ این ازدواج به او داده شده بود. هلن به اتفاق پاریس سرزمین خویش را ترک کرد و ملنائوس و هرمیون یعنی دختر نه ساله‌ای که از او داشت را، پشت سر گذاشت، چراکه بر اساس برخی منابع در دام عشق پاریس گرفتار آمده بود و بر مبنای منابعی دیگر توسط پاریس ربوده شد. ملنائوس از همهٔ خواستگاران سابق هلن خواست تا سوگندهای خویش را به انجام برسانند و از این طریق سعی بر بازگرداندن هلن نمود. این موضوع به جنگ تروا و بازگشت احتمالی هلن به اسپارت منجر گردید.

## بعد از جنگ
بر طبق نوشتهٔ اوریپید موسوم به اورستز، تیندارئوس در زمانی که منلائوس بازگشت، هنوز زنده بود و در تلاش بود تا از بابت اجرای مجازات اعدام برای نوه اش اورستز، به جرم قتل دومین دختر تیندارئوس یعنی کلایته منسترا اطمینان حاصل کند. اما با توجه به روایات دیگر، او قبل از بروز جنگ تروا مرده بود. در هر صورت در نهایت اورستز با هرمیون، که از دو طرف عمو زادهٔ او محسوب می‌شد، ازدواج نمود.
در برخی از نسخه‌ها بعد از این که کاستور و پولوکس از دنیا رفتند، به خدایان خویش بدل شدند. به گفته ایلیاد، هلن حتی با گذشت ده سال از زمان جنگ تروا، هنوز از مرگ برادران خود بی‌اطلاع بود. تا این که در هنگام مشاهدهٔ کتاب سوم، هلن برادران خویش را در میان خدایان یونان دید و از این بابت شگفتزده شد. این روایت نشان می‌دهد که کاستور و پولوکس در زمانی پس از خروج هلن به قصد تروی درگذشته اند، اما این زمان پیش از آغاز خود جنگ بوده‌است.
وضعیت وارثان تیندارئوس می‌تواند به چشم مردمان مدرن و امروزی گیج‌کننده به نظر برسد، چرا که در واگذاری این میراث، علی‌رغم اینکه هلن دو برادر و یک خواهر بزرگتر از خود داشت، بسیاری از خطوط تبارشناسانه نادیده انگاشته شد. رویهٔ معمول جوامع یونانی در این زمان مادرسالارانه بود و وابسته به دودمان پدری (پدرسالارانه) به‌شمار نمی‌آمد. هرچند هلن وارث اصلی محسوب می‌شد و منلائوس فقط به این دلیل به پادشاهی رسید که با او ازدواج کرد. این هم یکی از دلایلی است که باعث شد منلائوس برای بازگرداندن هلن به تروا برود؛ چراکه بدون هلن، منلائوس صاحب هیچگونه مقامی در اسپارت نبود. این موضوع همچنین توضیح می‌دهد که چرا هلن وظیفهٔ خود را با به دنیا آوردن یک دختر، یعنی هرمیون انجام داده بود. هرمیون در نهایت تبدیل به میراث بر اصلی گردید و با عموزادهٔ خویش، اورستز ازدواج نمود.